# 遠藤イヅル
遠藤 イヅル（えんどう いづる、1971年(昭和46年)6月17日 - )は、日本のイラストレーター、ライター。

## 来歴
1971年生まれ。東京都在住。幼い頃からカーデザイナーに憧れ、文系大学を卒業するが、カーデザインの専門学校に再入学。自動車メーカー系のレース部門の会社でカーデザイナー／モデラーとして勤務。その後数社でデザイナー／ディレクターとして働き、その後独立し自動車・鉄道系イラストレーター/ライターとなった。イラストは基本的に手書きで、デザイナー時代に愛用したコピックマーカーを用いて、大衆車、マイナー車、実用小型車、商用車など安価な車種を中心に描いている。また、商用車コレクションの監修も行っている
。自動車全般に多くの知識を持ち、現在、「ティーポ」、「カーマガジン」、「NAVI」「CARS」等、自動車雑誌、男性誌、WEBに多数連載している。これまで車を19台所有、うちフランス車は13台で実用車ばかり。現在の愛車はプジョー・309と'92年のサーブ900S、'85年のR31日産・スカイラインセダン1800G、'88年のフォルクスワーゲン・サンタナXiアウトバーン DOHCを所有。80年代サンライズアニメ好き
。